# 95. вечити дерби у фудбалу
95. вечити дерби у фудбалу је фудбалска утакмица одиграна у Београду 27. фебруара 1994. године, између Црвене звезде и Партизана. Утакмица се завршила резултатом 1 : 0 (0 : 0) за Партизан. Једини стрелац за Партизан био је Бранко Брновић у 83. минуту.